# NGC 4750
NGC 4750 is een spiraalvormig sterrenstelsel in het sterrenbeeld Draak. Het hemelobject werd op 8 november 1798 ontdekt door de Duits-Britse astronoom William Herschel.

## Synoniemen
- UGC 7994
- MCG 12-12-19
- ZWG 335.25
- IRAS 12483+7308
- PGC 43426